# Haselund
Haselund és una ciutat del districte de Nordfriesland, dins l'Amt Viöl, a l'estat alemany de Slesvig-Holstein. Es troba a 18 kilòmetres al nord de Husum. El 2022 tenia 920 habitants.